# 高田健二
高田 健二（たかだ けんじ）は、独立行政法人国際協力機構(JICA)に所属している社会活動家。
手品師（マジシャン）としても知られており、きっかけは2006年に偶然訪問した神戸にあったマジック・バー夢空間。クロースアップマジックを得意としており、スティングやKOJI、MASATO、キートン、紀良京佑らに師事される。

## 来歴
静岡県立浜松西高等学校・中等部、早稲田大学人間科学部卒業後、独立行政法人国際協力機構（以下「JICA」と表記）に就職し、現在もJICAに所属している。
関西学院大学非常勤講師（2005年〜2007年）、神戸大学非常勤講師（2005年〜2007年）、島根県立大学客員研究員（2019年〜2021年）、島根県立大学客員教授（2021年〜）、群馬県立女子大学非常勤講師（2023年〜）なども歴任。東洋大学では、井上円了リーダー哲学塾で2018年、2019年、2021年に講師をして講義を実施し、2022年にはSDGsについての講義を実施した。東京大学社会科学研究所の玄田有史らと「小ネタが紡ぐ地域の未来」をまとめる取り組みにも寄与した。2019年、2020年には、一般財団法人地域活性化センターが主催する「地方創生実践塾」で講師も務めた。
多岐にわたる分野(国際協力、オリパラ・ホストタウン事業、NGO-ODA連携、地方自治、地方創生、コミュニティスクール、食育、SDGs、手品、越境など)で講演や講義を行っており、高田の講義・講演は参加者から高い評価を得ている。
2021年5月には、地方創生のトップランナーとして有名な海士町により、「海士町グローカル・フロンティア大使」に任命されている。この役職は、JICAと海士町が合意して高田のために新設された前例のないポジションであり、JICA出向終了後も海士町から継続して同役職に大江和彦町長名で任命されている。
2013年3月、高田がヨルダン王国に駐在していたタイミングで、サッカーワールドカップ・ブラジル大会アジア最終予選がヨルダン国で開催され、サッカー日本代表がヨルダンと試合を行った。高田は日本サッカー協会と連携して、現地にいる日本人の子女たち約30名とサッカー日本代表選手たちとの交流企画を現地でリーダーとして試合前日に企画運営をし、サッカー日本代表HP(サムライブルー)にも、交流の様子が掲載されている。
海外勤務をしたフィリピン、エジプトでは、それぞれの時期に駐在していた同窓生たちと力を合わせてマニラ稲門会、カイロ稲門会の再活性化にも尽力した。

## 大学時代の取り組み（1991年4月〜1996年3月）

### Japan Emergency Team（1991年〜1994年）
国内外の災害現場へのボランティア派遣及び活動をしているNGO（非政府機関）「Japan Emergency Team」に参加し、中核的に取り組む。主な活動先は、アメリカ合衆国カリフォルニア州オークランド火災（1991年11月）、ロシア連邦独居老人支援（1992年2月）、カンボジア王国水害（1992年7月）、エジプトアラブ共和国カイロ地震（1992年11月）、北海道南西沖地震（1993年7月）、アメリカ合衆国ミシシッピ・ミズーリ川大洪水（1993年10月）などの際に、他のボランティアメンバーとともに被災地入りして、支援物資の仕分けや被災地域でのマンパワーとしてのボランティア活動を実施してきた。
高田が関わった当時は、この団体で活動していたのは大学生や若手社会人ばかりであった。その後各分野で頭角を現し、UNICEF職員の竹友有二、慶応義塾大学教授の金子郁容、ハイチ友の会の小澤幸子、社会情報大学院大学の坂本文武、ハーバード世界起業家世界大会に日本人で連続参加記録を持つ社会起業家の田辺大、マイプロジェクトの第一人者の井上英之、海外のデジタルトレンド調査の第一人者の市川裕康、JICA専門員でバルカン半島地域や選挙支援を専門とする辰巳知行、WFP世界食糧計画で活躍する野副美緒、他にも教育現場や企業で活躍する人たちも多く、小さな団体であったが逸材が揃っていた。

### 世界青年の船・日本青少年国際交流機構(IYEO)（1994年〜2002年）
内閣府（当時は総務庁青少年対策本部）が実施する国際交流事業「第7回世界青年の船」(1995年1〜3月)に、一般参加青年として、オーストラリア、フィジー、タヒチ、エクアドル、メキシコ、ハワイを経由した2か月間の国際交流プログラムに参加。
その後、政府の国際交流事業の事後活動組織である日本青少年国際交流機構(IYEO)の活動に従事し、大橋玲子から指南を受けて国際交流活動に取り組んだ。1996年には皇太子ご臨席のもとで開催された「戦後50周年を記念する集い」に事務局スタッフとして参加し、約30カ国から参加した日本および海外からの参加青年代表スピーチ原稿のドラフト作成にも関わった。
世界青年の船事業をとおしてコーチングや人材育成でも高名な本間正人とも知り合い、その後、本間正人が小巻亜矢とともに取り組んでいる「笑顔のコーチング」(NPO法人ハロードリーム実行委員会主催)にも参加。笑顔のコーチングファシリテーターとしての活動もしている。
その後も各種国際交流プログラムで実行委員として取り組み、1999年から2002年までは、東京都IYEO会長に任命された。同役職は、高田が2002年にフィリピンに転勤になることを機に次世代に継承した。

## JICAでの取り組み（1996年4月〜現在）
大学卒業後、1996年からJICAに勤務し、JICA本部(青年海外協力隊事務局、人事部、アジア第一部、経済開発部、名称は所属時点のもの)勤務のほか、JICA兵庫(現JICA関西)、JICA東京(埼玉県担当、行財政関係研修担当)、海士町出向、甘楽町出向、三戸町出向、フィリピン、ヨルダン、エジプトで勤務。
特に、電力分野、自治体連携、文化財保護分野などでは、JICA内外の関係者と協力して、以下のとおり大きな成果を出している。

### 電力エネルギー分野での功績
- 電力分野を担当していた時に、JICA内部向け報告書だけでなく、調査内容の要点をまとめた「ヨルダン電力概要」という資料を作成するという新たな取り組みを行なった。
- 2010年から担当したトルコ国ピーク対応型電源最適化計画調査では、「揚水発電が再生可能エネルギーの調整弁としての機能を果たす」という報告書取りまとめに尽力し、同結果は経産省でも高い評価を得て、その時点でJICA全体で過去5年間つけられたことがないJICA最高評価である「E評価」を同調査を実施したコンサルタントチームに対してJICAが出すという成果につなげた。その結果について「最高評価に値する調査に仕立てた担当の高田の貢献が大きかった」と当時のコンサルタントチームリーダーは語っている。

### 自治体JICA連携での功績
- 自治体連携では埼玉県、兵庫県、島根県と組んだ取り組みを行い、特に2016年度の埼玉県とJICA連携での高田の貢献は大きいとの評価を得ている。具体的には、①初めて埼玉県庁の全ての国際事業部局を集めてJICAとの勉強会を実現、②埼玉県庁の幹部向けの勉強会で高田が講師としてJICAとして初めて講演、③自治体首長(埼玉県知事)とJICA国内機関長(JICA東京所長)が全国でも初めて一緒に海外出張することなど、埼玉県庁職員と連携して前例のない展開に繋げた。また、ミニトマトを開発したトキタ種苗やCOEDOビールでも知られている協同商事、金属加工技術で屈指の技術力を持つ二ノ宮製作所などとも良好な関係を構築し、人事異動後も継続的に公私両面で親しい関係性である。
- そうした自治体との良好な関係づくりや実績から、JICAで初めて基礎自治体に出向する職員に高田が選ばれた。出向後には島根県から観光PR大使である「遣島使」にJICA関係者として初めて任命されている。その後、他のJICA出向者たちは遣島使に任命されていないことから、自治体側からの高田の評価は極めて高いことがうかがえる。
- 2023年4月からは、群馬県甘楽町役場に出向。JICAで2回目の自治体出向は前例がない。
- 2025年1月からは、青森県三戸町役場に出向。JICAで3回目の自治体出向となり、出向自治体への魅力化やJICA連携について高田が中核的に取り組むという期待をJICAからも得ている。

### 保健医療分野での功績
- ベトナム国担当としてJICA本部に配属されていた時代に、それまでのJICAによる医療分野の国際協力事業の柱である首都圏の大病院建築・拡張（バックマイ病院、チョーライ病院）だけでは、首都圏の大病院が混雑する状況への対処療法にしかならないことを改善すべく、当時JICAベトナム事務所の戸川正人次長とともに奮闘した。そこで首都圏の大病院でしか治療できない患者のみ大病院が対応するように、地域の診療所や地元病院などの診断機能を強化させる「保健医療リファラルシステム」をJICAとして初めてベトナム国にて成立させて、大病院の混雑緩和のみならず、医療分野のシステム構築を実現させた。その後、JICAによる医療分野の支援の潮流のひとつとしてリファラルシステム導入が基本形となったが、その枠組みづくりに高田は大きく関わった。

### 文化財保護分野での功績
- 文化財保護分野では、大エジプト博物館を担当していた時期に、在エジプト日本国大使館、エジプト考古省、日本人保存修復家たちと働きかけて、エジプトの文化財を修復はエジプト人に限定されていた法令の特例が認められ、日本人がエジプトの文化財を直接保存修復するという異例の取り組みを実現させた。さらに、日本のエジプト文化財支援の取り組みが第27回読売国際賞受賞することにも寄与した。

### 民族衣装でのJICA本部勤務
- 2007年〜2011年には、JICA本部で毎日異なる海外の民族衣装を着て勤務をしたことでも知られている。
- 高田が着用していたのは、日本の和服や沖縄かりゆしはもちろん、海外では正装である民族衣装ばかりで、フィリピンのバロンタガログ、インドネシアのバティック、ベトナムの男性版アオザイ、アラブのガンドゥーラ(白装束)、太洋州のアロハ、イエメンのジャンビアという刀付の衣装、ブータンのゴ、パキスタンのシャルカミ、モロッコのジュラバなど、実に多彩な民族衣装を着こなしていた。特に来日する海外の人たちに合わせて、その国の民族衣装を着て対応する高田のおもてなしは来日した外国人から絶賛されていた。
- JICAでは東日本大震災後に「民族衣装でクールビズ」という取り組みがなされており、当時は賛否両論ではあった高田の取り組みが「時代を先駆けていた」と解釈されることもあった。

### 食育にかかるJICAの取り組みの食育学会での発表・出版
- 2022年6月には、第10回食育学会学術大会において、JICAを代表して同学会シンポジウムでの発表も行った。JICAが取り組む栄養不良の二重負荷(栄養不足と栄養過多が併存している状況)への全世界での取り組みについて説明した内容は参加者からも好評であった。
- 高田は島根県立大学客員教授という立場から、島根県立浜田高校、島根県立松江南高校での講義を実施してきた実績から、同学会に島根県立高校生たちが発表者として参加することにも島根県庁とともに尽力して実現させた。同学会での高校生による発表は、山陰中央新報の記事食問題にアイデアあり　学術大会で成果発表へ　県内７高校の生徒２０人にも取り上げられた、同学会での高校生たちによる発表やポスター発表は同学会では初めてのことであったが、多くの学会参加者たちから素晴らしいとの高い評価を受けていた。
- 昭和女子大学女性文化研究叢書第14集（2025年2月出版）では、「第3章　女性と健康：性と生殖にかかわる課題を中心に」を、小川睦美昭和女子大学副学長、近藤渚帝京平成大学准教授、野副パーソンズ美緒国連WFP職員と共著で寄稿した。

## 海士町での取り組み（2017年4月〜2021年5月）
2017年4月から島根県隠岐郡の海士町にJICA職員として出向した。自治体職員として役場に常駐する形態で自治体に出向するのは、JICA職員としては初めての試みであった。当初2年間で予定されていた高田の海士町への出向期間は、JICA及び海士町両組織の合意により2回出向期間が延長され、2021年5月15日に出向を終えJICAに復職した。
海士町での約4年にわたる高田の取り組みについては、山陰中央新報「東京発地方探耕論」（2021年6月28日）で総括されている。

### 海士町への視察・研修対応
海士町は地方創生のトップランナーとして有名であり、観光で来島する人たちとは別に、行政・大学・政治家・個人などから、通算して年間2,000回以上の視察者が来島する。高田は、毎年50回以上の海士町視察者への町内案内や研修受入を実施してきた。高田による町内案内は、多くの行政官、議員たち、大学教員・学生たちに加えて、JICA前理事長の北岡伸一、日本財団会長の笹川陽平、元サッカー日本代表主将の森岡隆三、金融のレジェンド蓑田秀策といった著名人を含めて、多くの方々から高い評価を受けていた。
特に高田のアレンジで評価が高いのは、JICAによる来日研修プログラムで、海士町日須賀地区、多井地区といった限界集落での企画も組み込んだ研修実施である。それまで海士町が実施してきた視察や研修に新たな意義付を行い、埼玉県町村会主催の埼玉県自治体職員研修や、地域活性化センターによる「地方創生実践塾」などに、高田が構想した研修プログラムの要素が活用されている。
高田がアレンジする研修講師には、海士町だけでなく、西ノ島町で漫画コウノドリ17巻に登場する隠岐島前病院の白石吉彦や、中国電力の講師による隠岐ハイブリッドプロジェクトなど、来島する方々のニーズに応じて、海士町だけでなく近隣の自治体の方々の協力も得て実施していた。

### 埼玉県教育委員会と島根県教育委員会の連携
高田が、海士町出向直前にJICAの業務として埼玉県担当をしていたことから、海士町出向後すぐに「島根県と埼玉県の教育分野での連携」を提案。2017年5月に島根県から埼玉県に県教育委員会や海士町役場職員らと5名で訪問した。同年6月には埼玉県教育委員会の課長と指導主事が島根県を訪問。8月、10月、11月など相互訪問を繰り返し、2018年4月からは、隠岐島前高校に埼玉県教育委員会所属の教員が3代に渡り派遣されており、第1844回埼玉県教育委員会議事録(平成30年11月9日)にも「島根県との高校連携では、海士町に出向中のJICA職員が中核的に働きかけた」と高田の取り組みが言及されている。
2018年8月には、小松弥生・埼玉県教育長（当時）が、島根県松江市に訪問して、日本初の都道府県レベルでの教育委員会同士での「包括連携協定」締結がなされた。同協定は、2025（令和7年）3月31日まで協定延長となった。

### 海士町の海外との取り組みの支援
- 海士町はこれまでもNPO法人と連携してインドとの文化交流を何回かやっており、2017年日印友好交流年には、インド伝統武術カラリパヤットの海士町内での演舞会が開催され、高田が中心となって海士町内の保育園や高校での演舞会や町民向けの演舞会を企画実施した。
- 文科省による日本型教育の海外展開事業「学校を核とした地域創生」に向けたブータン王国での学校魅力化プロジェクト（2018年度公認プロジェクト)や、JICA草の根技術協力地域活性化に向けた教育魅力化プロジェクト―ブータン王国における地域課題解決学習（PBL）展開事業―の案件形成のためにブータン王国に海士町から3回出張して、ブータン王国教育省やチュカ県教育長らとの交渉を取りまとめ、それぞれの案件採択に大きく貢献した。
- 2019年度には、海士町が東京オリンピック競技大会・東京パラリンピック競技大会のホストタウンになるべく、高田が担当するよう海士町長から任命された。ホストタウン相手国として、海士町が連携している(財)国際協力推進協会(APIC)により、海士町に関心を寄せていたジョン・フリッツ在日本ミクロネシア連邦特命全権大使を紹介され、その後フリッツ大使との交渉やミクロネシア連邦への出張などを経て、隠岐諸島でのミクロネシア連邦のホストタウン登録につなげた。

### オリパラ東京2020大会ホストタウン事業
高田が奔走して2020年8月に海士町はミクロネシア連邦のホストタウンに登録。その後、2020年10月には近隣の西ノ島町、知夫村とも合同でホストタウンに再登録。2021年4月には隠岐の島町もホストタウンに登録し、隠岐諸島全体でのホストタウン登録という個別の自治体の枠を超えた連携も実現させた。
ホストタウン事業を、個別の自治体(海士町)だけの取り組みではなく、近隣の自治体隠岐4町村での取り組みや太洋州のホストタウンである他の自治体との連携事業に仕立てたのは、保井美樹から「エリアマネジメント」の概念を学んだおかげであると、高田は語っている。
高田が取り組んだ隠岐諸島でのホストタウンにかかる各種取り組みが高く評価をされ、2020年2月には高田が「ホストタウンリーダー」として日本政府から表彰されている。島根県の自治体職員として同表彰を受けるのは初のことであった。
また、ホストタウン事業での取り組みについては、コロナ禍にもかかわらず、アスリート交流、教育事業、音楽家演奏、飲食企画など20回以上も対面での企画を実施して、延べ人数で3,000人を動員しつつも、新型コロナ感染者を誰一人出さない運営を実現した。

#### オリンピアンらアスリートとの交流
- 元サッカー日本代表の石川直宏、元フットサル日本代表主将の北原亘、元ラグビー日本代表主将の廣瀬俊朗、元プロ野球選手の久古健太郎や鵜久森淳志、ロンドン五輪オリンピアンの舘野哲也らを、隠岐諸島にホストタウン事業として呼んで地元の住民や児童生徒たちとの交流を実現。
- ブラインドサッカー日本代表候補を隠岐や福岡県築城町に招いて学校での体験授業を実施。
- 沖縄県八重瀬町、沖縄県宮古島市ではプロバレーボール指導者の三枝大地によるホストタウン連携バレー教室を開催。
- 元格闘家の大山峻護が主催する一般社団法人You-Do協会の「出会いの日」(重度の知的障がい者親子とアスリートの交流企画)に、パラリンピック事業の一環として協賛するとともに、高田が多数参加するファシリテーターの1人として参画。

#### ホストタウン関連教材づくりと授業実践
- 勉強のやり方を教える塾を経営している教育アドバイザーの清水章弘や安原和貴と2019年8月にミクロネシア連邦に出張し、ホストタウンに関連する教材作成を行った。その教材を用いて、群馬県富岡市役所や福岡県庁とも連携した講演会を実施。
- 青森県ではJ3ヴァンラーレ八戸とデーリー東北紙と連携してヴァンラーレ八戸・デーリー東北誌・三沢市や三戸町と連携したNIE(Newspaper in Education)プログラムの成立にも尽力した。

#### 太洋州島嶼国ホストタウン自治体との横連携
- 自治体横連携による太洋州島嶼国の国歌HP（国歌を知ろう）を作成。このHPは、海士町だけでなく、大洋州島嶼国のホストタウンである西ノ島町、知夫村、築上町（福岡県）、八重瀬町（沖縄県）、富岡市（群馬県）、常陸大宮市（茨城県）とも共同製作した。2020年8月の国歌HP公開日には、NHKや中国新聞でも同HP立ち上げについて紹介された。
- 清水章弘らと作成した教材を隠岐諸島だけでなく、群馬県富岡市、福岡県築城町、沖縄県宮古島市など、同じ太洋州島嶼国ホストタウン自治体でも授業を行い、500人以上の児童生徒たちに授業実践を行った。
- 島根県海士町・福岡県築城町・沖縄県八重瀬町と同時に「ホストタウン自治体横連携フェア」として、それぞれの町で3自治体の食材やお土産品などを地元販売価格で住民が購入できる企画を実施。

#### ホストタウン連携飲食メニュー企画
- ホストタウン連携飲食メニューづくりも行い、海士町14集落での試食会や、神保町の島根食材レストランであるオサカナジャックでの試食会などを開催。
- 天王寺にある地中海バールShinpaticoで、海士町の食材を使ったミクロネシア連邦連携メニュー試作品づくりを行った。
- 海士町のお好み焼き店「花屋のぽんた」では「ミクロネシア連邦風お好み焼き」が定番メニューとして提供されている。

ホストタウン関連の高田の取り組みは、テレビ、新聞、ラジオなどのマスメディアに30回以上取り上げられた。2021年1月には、NHKが毎年年初に全国の各都道府県で注目の人物1人をNHKで約7分程度で紹介するコーナー「ことしにかける」で、高田が2020年度に島根県の注目人物として取り上げられ、おはよう日本の番組内で放送された。
高田が海士町からJICAに戻った2021年5月以降も、ホストタウン事業で実施したアスリートとの交流、クラシックライブなどは継続している。2021年10月には海士町で開催された後鳥羽院800周年ご遷幸記念式典で、隠岐神社境内でもクラシックライブは演奏された。
隠岐島前高校生たちによるミクロネシア関連企画や、オンラインでのミクロネシア連邦代表選手と隠岐諸島4町村との交流なども開催された。
ホストタウン事業をきっかけに隠岐諸島で野球交流を行った元プロ野球選手の久古健太郎や鵜久森淳志らは、2021年、2022年と島根県立隠岐高校野球部に対してVR技術を用いた野球指導を行うという取り組みを行い、指導者や選手が限定されている離島・辺境地域のスポーツ選手たちへのデジタル技術を用いた指導の道を切り開いた。
2022年9月には、全国で500以上登録されているホストタウンの中で、特に顕著な取り組みを行った262の自治体(県も含む)に対してオリパラ特命大臣が表彰をしたが、そこに隠岐4町村(隠岐の島町、西ノ島町、海士町、知夫村)すべてが含まれて受賞している。
海士町公式noteでも、隠岐諸島でのホストタウンの取り組みについて掲載されている。

## 甘楽町での取り組み(2023年4月〜2025年3月)
2023年4月から群馬県甘楽町役場にJICAから出向し、「地域魅力化特命室長」に就任。同役場がJICA出向者を受け入れるのも、JICAから自治体に2回目の出向も、どちらも初めてのことである。

### 地域おこし協力隊インターン制度の甘楽町への導入
甘楽町での業務は、「地域の魅力を磨くこと」と考えていた高田は、海士町が実施していた「大人の島留学」の原型である「地域おこし協力隊インターン制度」を甘楽町に導入すべく取り組みを進めた。
甘楽町では、地域おこし協力隊員は高田が着任するまでに8名の実績があったが、地域おこし協力隊インターン制度の実績がなかった。
2023年(令和5年8月)に試行的に甘楽町に地域おこし協力隊インターンを2名受け入れて2週間受け入れて実施したところ、地元住民たちや役場職員たちからの評判も良かった。その高評価を受けて、甘楽町で同制度の本格導入に向けて、宿泊場所やインターン業務サポートの充実など、受け入れ体制を整えるべく予算を確保して取り組んだ。
その結果、初年度（2023年度）に高田の営業活動により甘楽町での「地域おこし協力隊インターン」は12名採用され、学童保育支援、消費生活センター業務支援、インスタグラム投稿、地元夏祭り運営支援などに関わり、同インターンたちは甘楽町の魅力化に貢献した。さらに、2024年度も3月末までに18名のインターン採用を実現した。
その取り組みは、群馬県公式YouTubeツルノスでも取り上げられて30分の動画としてまとめられている。
特筆すべきこととしては、甘楽町の地域おこし協力隊インターンに参加したインターン生延べ30名中13名が、その後甘楽町に再訪していることであり、そうしたリピーターとなるインターン経験者たちを支援するための制度づくりも高田により構築された。また、甘楽町地域おこし協力隊インターン生のうち1名は群馬県安中市の地域おこし協力隊に採用され、インターン経験者の移住実現という実績も積み上げた。

### 甘楽町魅力化の取り組み
高田の働きかけにより甘楽町で初めて実現した取り組みには、以下のようなものがある。「このような未知の取り組みを支えてくれる甘楽町の心ある仲間たちのおかげで実現した」と高田は語っている。

#### 「何にもしない合宿」の甘楽町開催（2023年9月、12月、2024年3月、6月、12月、2025年1月、3月）
静岡県裾野市発祥の「何にもしない合宿」を高田が甘楽町に来てから7回開催した。甘楽町での7回開催では延べ400人以上の子どもたちが参加。「甘楽町で最も楽しい時間」と語る参加児童たちもいる企画となっている。

#### 第二地方銀行協会との連携
- 第二地方銀行協会が主催する「地域ブランディングセミナー」に高田が講師として登壇。
- 同セミナーをきっかけとして、同協会所属の京葉銀行、北海銀行、東和銀行、そして第二地方銀行協会事務局の役員など10名による甘楽町視察を、甘楽町商工会と連携して実現した。

#### グリーンスローモビリティの実証実験の開催
- 2024年4月上旬に、JAFとヤマハ発動機が次世代低速電動自動車として開発しているグリーンスローモビリティの実証実験を甘楽町実施。
- 2週間で同実証実験に200名以上が参加し、129名がアンケートに回答。95％が実証実験に満足しているとの結果だった。

#### 全日本ラリー選手権（モントレ―2024）の甘楽町立ち寄りの実現
- 30年以上歴史のある全日本ラリー選手権で、高田の働きかけにより初めて甘楽町が同選手権の後援団体となることを実現。
- さらに、参加したすべてのラリーカーが必ず立ち寄りリエゾンポイントを甘楽町に設置することを実現。町内外から300名以上の観客がリエゾンポイントに集まった。

#### 人間国宝（木工藝）との連携
甘楽町在住の人間国宝（木工藝）である須田賢司と話し合い、地域活性化起業人（副業型）に田中敏恵を推薦して、須田賢司が主宰する木工藝学林・清雅舎の研修出張手配やプランディング支援に取り組んだ。

#### 大学での講義・講演
- 群馬県立女子大学国際コミュニケーション学部 - 2023年度後期15コマ講義、2024年度夏季集中講座
- 日本大学国際関係学部 - 学術講演会
- 長野大学 - 教育改革シンポジウム

#### 群馬県でのメディア出演
- 2024年9月からラジオ放送が始まったエフエム群馬「ラジオで群馬を元気に「玉城ちはるのTalk to」」の第一回ゲストとして出演。ラジオ番組内で紹介していた高田のマジックはエフエム群馬公式Xで公開。
- 群馬ダイヤモンドペガサスの公式Youtubeチャンネル「DJケチャップと素敵な仲間たち」に出演。
- 上毛新聞「人」（2024年12月27日朝刊掲載）に高田の甘楽町での取り組み内容が取り上げられた。

#### メタバース群馬（ヤマダゲーム）への協力
- ヤマダゲームが取り組んでいるメタバース群馬に、群馬県の自治体として初めて甘楽町が「ヴァーチャル甘楽町」として実装。

#### 高校生の福島瓦PR企画への協力
- 甘楽町在住の高校生2名が「地元の福島瓦の価値を、地元の児童生徒たちが認知できるように取り組みたい」との提案を甘楽福島瓦協同組合に提案され、同組合から高田に相談があって高校生の活動を支援した。
- 2024年8月には、高田が非常勤講師として講義する授業で、群馬県立女子大学生に向けた講義を高校生2名が講師となって行うことを実現した。
- 高校生たちの取り組みは、上毛新聞（2025年1月4日朝刊）に掲載された他、JAF群馬HPでも取り上げられた。

#### 甘楽町役場若手職員たちによるプロジェクトチーム活動
- 2023年8月に地域おこし協力隊インターン生たちが、甘楽町役場若手職員たちにヒアリングを行った内容を元に、甘楽町役場若手職員たちが中心となったプロジェクトチーム5グループ立ち上げ、半年間活動した。
- 甘楽町プロジェクトチームInstagramの立ち上げ、ハヤブサ消防団ロケ地マップづくりなどの成果を出した。

### 万博国際交流プログラム
海士町で取り組んでいた「ミクロネシア連邦のオリパラ東京2020大会ホストタウン」の取り組みをして以降、在京ミクロネシア連邦大使館との良好な関係を維持していたことから、「海士町で取り組んだように、ミクロネシア連邦の万博国際交流プログラムを受ける自治体になってほしい」との要望を受けて、甘楽町と隣接する自治体の富岡市とともに、2024年7月から甘楽町で同プログラム登録を行った。

#### 万博国際交流プログラム登録自治体との横連携
- 万博国際交流プログラム登録自治体を増やすことに尽力。結果、青森県三戸町のヨルダン・ハシミテ王国との交流登録につなげた。
- 昨年度から万博国際交流プログラムを活用してブータン王国対象に取り組んでいる海士町に、甘楽町内の小中学校長を連れて、先進事例を学ぶ視察を企画。視察結果は各学校のHPにて出張視察報告(代表して甘楽町立新屋小学校HPから引用)として公開している。

#### 万博国際交流プログラム連携飲食メニュー開発企画
- ミクロネシア連邦の伝統的料理に使われる食材・調味料（バナナ、ココナッツ、タロイモ、ヤムイモ、黒胡椒、チキン、海産物など）を用いた新メニュー開発を甘楽町でも企画。甘楽町で影響しているクレープ屋、コッペパン屋、饂飩屋などの協力を得て、ミクロネシア連邦を感じさせるメニュー開発・提供を行っている。
- 飲食メニュー提供に合わせて、万博国際交流プログラムやミクロネシア連邦についてのチラシを配布し、周知活動にも貢献。
- 飲食メニュー開発企画については、上毛新聞でも大きく取り上げられた。

#### ミクロネシア連邦への出張
- ミクロネシア連邦資源開発省に所属する2025大阪・関西万博担当者との打ち合わせ、現地小学校での交流事業を行うことを目的として、ミクロネシア連邦への海外出張を企画。2024年12月17日～23日にミクロネシア連邦出張を行った。
- 現地での交流では、JICA海外協力隊が派遣されている学校を訪問し、楽しく国際交流を行った。

#### 万博国際交流プログラム教育企画
- プロバレーボールコーチの三枝大地による講演会を甘楽中学校で開催。
- 教育アドバイザーの清水章弘による講演会を甘楽町中央図書館（ら・ら・かんら）で開催。

## 三戸町での取り組み(2025年1月〜現在)
2025年1月から青森県三戸町役場にJICAから出向し、「さんのへ魅力発信監」に就任。同役場がJICA出向者を受け入れるのは初。また、JICAから自治体に2回以上出向した職員は高田以外おらず、この3回目の自治体出向により名実ともにJICAからの自治体出向第一人者としての地位を固めている。

### 万博国際交流プログラムの実施
三戸町が万博国際交流プログラムでヨルダン・ハシミテ王国との国際交流の登録がされたことから、同プログラムを円滑に進めるべく取り組んだ。2024年度に取り組んだ内容は東京ウォーカー全国版の記事として掲載されている。

#### 在京ヨルダン大使館との関係づくり
- 2025年2月3日に在京ヨルダン大使館を訪問し、今後の万博国際交流プログラムでの交流計画について意見交換を行った。
- 2025年2月25日に在京ヨルダン大使館を訪問し、ヨルダン・ハシミテ王国出張報告を行った。また、来年度の万博国際交流プログラムでの交流計画についての意見交換を行った。

#### ヨルダン・ハシミテ王国訪問および現地での国際交流
- 2025年2月15日～21日にヨルダン・ハシミテ王国を訪問し、在ヨルダン日本国大使館やJICAヨルダン事務所と打ち合わせを行い治安状況の確認を行った。
- JICA海外協力隊が派遣されている学校でヨルダン・ハシミテ王国の子どもたちとの国際交流を行った。
- 来年度以降、三戸町からのヨルダン・ハシミテ王国訪問者の視察候補先（世界遺産ペトラ、世界遺産ワディラム保護区,、死海、アカバ湾）を巡回。

## YouTube等での高田関連動画
- ホストタウンbeyond 2020(paradox社による動画)
- 隠岐諸島での3日間(福岡在住YouTuberミカエラによる動画)
- 隠岐諸島によるホストタウン応援動画(海士町在住　中村組による動画)
- 海士町の地方創生への取り組みについて発表(METイノベーション国際推進機構による動画)
- 甘楽町での地域おこし協力隊インターン制度(群馬県公式YouTubeツルノスによる動画)
- ラジオで群馬を元気に「玉城ちはるのTalk to」（エフエム群馬による動画）
- DJケチャップと素敵な仲間たち(群馬ダイヤモンドペガサス公式YouTubeによる動画)

## 年表
- 1991年(平成3年)4月 - 早稲田大学人間科学部人間健康学科 入学
- 1991年(平成3年)11月 - Japan Emergency Team 参加
- 1995年(平成7年)1月 - 第7回世界青年の船(総務庁青少年対策本部主催)　参加
- 1996年(平成8年)4月 - 特殊法人国際協力事業団(JICA) 就職 ／ JICA青年海外協力隊事務局派遣第三課　配属
- 1998年(平成10年)3月 - JICA人事部職員課　配属
- 1999年(平成11年)10月 - 日本青年国際交流機構(IYEO)東京都会長　就任
- 2000年(平成12年)6月 - JICAアジア第一部インドシナ課　配属
- 2002年(平成14年)9月 - JICAフィリピン事務所　配属 ／ 日本青年国際交流機構(IYEO)東京都会長　退任
- 2005年(平成17年)9月 - JICA兵庫市民参加協力課　配属
- 2006年(平成18年)4月 - 神戸大学非常勤講師　就任 ／ 関西学院大学非常勤講師　就任
- 2006年(平成18年)7月 - 素人マジシャンとして活動開始
- 2007年(平成19年)11月 - JICA経済開発部資源・エネルギーグループ電力課　配属
- 2011年(平成23年)5月 - JICAヨルダン事務所　配属
- 2013年(平成25年)7月 - JICAエジプト事務所　配属
- 2015年(平成27年)11月 - JICA東京市民参加協力第一課　配属
- 2017年(平成29年)4月 - 海士町役場(島根県隠岐郡) 出向
- 2018年(令和元年)10月 - 東洋大学井上円了リーダー哲学塾講師　就任
- 2020年(令和2年)2月 - ホストタウンリーダー表彰(内閣官房オリパラ事務局)　受賞
- 2020年(令和2年)10月 - 島根県立大学客員研究員　就任
- 2021年(令和3年)5月 - 海士町グローカル・フロンティア大使　就任 ／ JICA東京産業開発・公共政策課　配属
- 2021年(令和3年)7月 - 遣島使(島根県PR大使) 就任
- 2023年(令和5年) 4月 - 甘楽町役場(群馬県甘楽郡) 出向 甘楽町地域魅力化特命室長 就任 ／ 群馬県立女子大学非常勤講師 就任 ／ 青森県三戸町 三戸高校教育アドバイザー　就任
- 2025年（令和7年）1月 - 三戸町役場（青森県三戸町）出向 さんのへ魅力発信監 就任

組織名称は配属当時の名称で表記している